# هيوز نانمي
هيوز نانمي (بالفرنسية: Hugues Nanmi) (27 أبريل 1983 بياوندي في الكاميرون - ) هو لاعب كرة قدم كاميروني في مركز الدفاع. لعب مع نادي رونافيك ونادي كيتشي وResources Capital FC ‏ ونادي تاي بو وPersikota Tangerang ‏ وPersikabo Bogor ‏.

## وصلات خارجية
- هيوز نانمي على موقع قاعدة بيانات كرة القدم.إي يو (الإنجليزية)